# Gerhard Wucherer
Gerhard Wucherer (ur. 11 lutego 1948 w Kempten w Bawarii) – niemiecki lekkoatleta reprezentujący RFN, sprinter, medalista olimpijski z 1972 i wicemistrz Europy.
Wystąpił w biegu na 50 metrów na europejskich igrzyskach halowych w 1968 w Madrycie, lecz odpadł w półfinale. Na igrzyskach olimpijskich w 1968 w Meksyku odpadł w ćwierćfinale biegu na 100 metrów, a sztafeta 4 × 100 metrów z jego udziałem zajęła w finale 6. miejsce. Na europejskich igrzyskach halowych w 1969 w Belgradzie odpadł w eliminacjach biegu na 50 metrów. Startował w mistrzostwach Europy w 1969 w Atenach, gdzie zajął 6. miejsce w sztafecie 4 × 100 metrów. Zajął 3. miejsca w biegu na 100 metrów i w sztafecie 4 × 100 m w finale Pucharu Europy w 1970 w Sztokholmie.
Zdobył srebrny medal w biegu na 100 metrów na mistrzostwach Europy w 1971 w Helsinkach, przegrywając jedynie z Walerym Borzowem z ZSRR. Sztafeta 4 × 100 m z jego udziałem zgubiła pałeczkę w finale. Zajął 4. miejsce w biegu na 50 metrów podczas halowych mistrzostw Europy w 1972 w Grenoble.
Na igrzyskach olimpijskich w 1972 w Monachium sztafeta 4 x 100 m RFN w składzie: Jobst Hirscht, Karlheinz Klotz, Wucherer i Klaus Ehl zdobyła brązowy medal. W biegu na 100 m Wucherer odpadł w eliminacjach.
Gerhard Wucherer był wicemistrzem RFN w biegu na 100 metrów w 1968, 1970 i 1971 oraz brązowym medalistą w 1972. Był również mistrzem w sztafecie 4 × 100 metrów w 1971. Zdobył halowe mistrzostwo RFN w biegu na 60 metrów w 1969 i 1972 i wicemistrzostwo w 1968. 
Rekord życiowy Wucherera w bieg na 100 m wynosił 10,24 s (5 września 1971, Monachium).